# Hjerteknuser
Hjerteknuser är ett musikalbum med Jan Eggum. Albumet utgavs 2007 av skivbolaget Grappa Musikkforlag A/S.

## Låtlista
1. "Myrsnipa" – 2:34
2. "Frk. Hjerteknuser" – 3:12
3. "Tyven skal du hete" – 4:33
4. "Når du er langt herfra" – 2:59
5. "Nå kommer de" – 3:05
6. "Rør meg" – 3:17
7. "Også et liv" – 4:01
8. "Tilfeldigvis" – 4:06
9. "Grå mus" – 3:12
10. "Når pappa kommer hjem" – 4:21

- Alla låtar skrivna av Jan Eggum.

## Medverkande
Musiker
- Jan Eggum – sång, gitarr
- Bergen filharmoniske orkester – orkester (på "Myrsnipa" och "Når pappa kommer hjem")
- Torodd Wigum – dirigent (på "Myrsnipa" och "Når pappa kommer hjem")
- Bjørn Eidsvåg – sång (på "Frk. Hjerteknuser")
- Georg "Jojje" Wadenius – gitarr (på "Frk. Hjerteknuser", "Tyven skal du hete", "Også et liv", "Tilfeldigvis" och "Grå mus")
- Jonny Sjo – basgitarr (på "Frk. Hjerteknuser", "Tyven skal du hete", "Også et liv" och "Grå mus")
- Tore Brunborg – saxofon (på "Frk. Hjerteknuser", "Nå kommer de" och "Tilfeldigvis")
- Frode Mangen — piano (på "Frk. Hjerteknuser", "Tyven skal du hete", "Også et liv" och "Grå mus")
- Kim Ofstad – trummer (på "Frk. Hjerteknuser", "Tyven skal du hete", "Også et liv" och "Grå mus")
- Marius Haltli – trumpet (på "Tyven skal du hete")
- Atle Nymo, Frode Nymo, Børge-Are Halvorsen – saxofon (på "Tyven skal du hete")
- Lars Erik Gudim – trombon, blåsarrangement (på "Tyven skal du hete")
- Jørgen Gjerde – trombon (på "Tyven skal du hete")
- Thomas Dybdahl – gitarr (på "Når du er langt herfra")
- Aja Humm, Lina Årnes – violin (på "Når du er langt herfra", "Også et liv" och "Grå mus")
- Mari Giske – viola (på "Når du er langt herfra", "Også et liv" och "Grå mus")
- Gunnar Hauge – cello (på "Når du er langt herfra", "Også et liv" och "Grå mus")
- Tommy Haltbakk – gitar (på "Nå kommer de")
- Jan Reed-Larsen – basgitarr (på "Nå kommer de")
- Mari Persen – violin (på "Nå kommer de")
- Tarald Tvedten – trummor (på "Nå kommer de", "Tilfeldigvis")
- Øystein Sunde – sång, gitarr (på "Rør meg" och "Også et liv")
- Halvdan Sivertsen – sång, gitarr (på "Også et liv")
- Lillebjørn Nilsen – sång, munspel (på "Også et liv")
- Karin Park – sång (på "Tilfeldigvis")
- Andreas Fliflet – basgitarr (på "Tilfeldigvis")
- Leif Johansen – keyboard (på "Tilfeldigvis")
- Kåre Sandvik – orgel (på "Tilfeldigvis")
- Allan Withington – trumpet (på "Tilfeldigvis")
- John-Arild Suther – trombon (på "Tilfeldigvis")
- Anita Skorgan – körsång (på "Også et liv" och "Grå mus")
- Heine Totland – körsång, sång (på "Tyven skal du hete")
- Kari Iveland – körsång (på "Også et liv" och "Grå mus")
- Kammerkoret NOVA – körsång (på "Rør meg")
- Gaute Storaas – arrangement (stråkinstrument) (på "Myrsnipa" och "Når pappa kommer hjem")

Produktion
- Jan Eggum – musikproducent
- Georg Wadenius – musikproducent
- Thomas Dybdahl – musikproducent, ljudtekniker
- Hans Petter Gundersen – musikproducent, ljudtekniker
- Jørn Pedersen – tekniker
- Leif Johansen – ljudmix
- Geir Dokken – foto
- Ian Holcroft, Lasse Berntzen – omslagsdesign